# Cuarto (moneda)

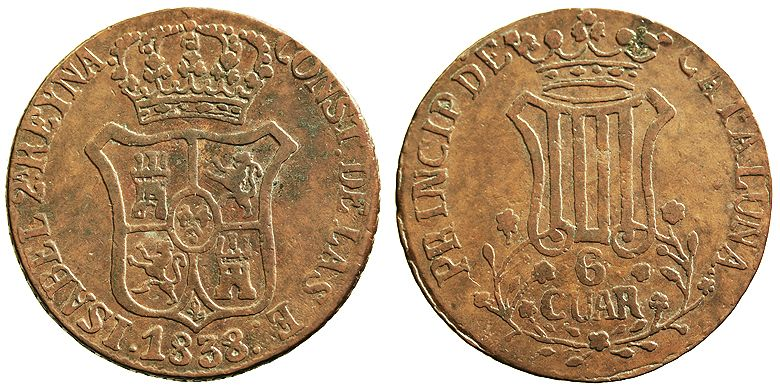
Moneda de 6 cuartos de Isabel II acuñada en Barcelona en 1838.

Cuarto era el nombre de una antigua moneda fraccionaria española, de cobre (vellón pobre, es decir, con muy poca adición de plata), con valor de cuatro maravedís. Un real equivalía a ocho cuartos y medio.
Se acuñó durante todo el Antiguo Régimen, entre los siglos XIV y XIX. Derivaba de una moneda medieval castellana, el cuartillo (Enrique IV de Castilla).
En el periodo de Carlos V se emitió una moneda de cuarto, en Granada, con la leyenda "Juana y Carlos" (la reina "propietaria" era la madre de Carlos, Juana I de Castilla). La consignación "4 maravedís" aparece a partir del reinado de Felipe II. La leyenda "1 cuarto" no se utilizó hasta 1808, en una moneda acuñada en Barcelona durante la Guerra de la Independencia Española (en el mismo periodo y lugar, se aucuñaron monedas de "cuatro cuartos", "dos cuartos" y "medio cuarto"). Con leyenda de "cuatro cuartos", "dos cuartos", "un cuarto" y "medio cuarto" también se acuñaron en Filipinas durante el reinado de Isabel II. De "dos cuartos" se acuñaron en México en reinado de Fernando VI. De "medio cuarto", en la Guyana en el reinado de Fernando VII. De "ocho cuartos" en la Capitanía general de Cuba (1741) y en Popayán (reinado de Fernando VII). De "seis cuartos" acuñó moneda la Junta Superior del Principado de Cataluña (guerra de la Independencia), y otras acuñadas en Barcelona (1823), Berga (por el pretendiente carlista, 1840), y de nuevo en Barcelona por Isabel II (de 1836 a 1846).
Medio cuarto era un ochavo (cuatro blancas o dos maravedíes -véase también cinquén y cornado-), y pesaba teóricamente un octavo de onza.
Su escaso valor hacía de las monedas de cuarto las más empleadas en las transacciones cotidianas. En cuartos se fijaban los precios de los comestibles de primera necesidad, especialmente el pan, que en Madrid valía ordinariamente siete cuartos la libra a mediados del siglo XVIII, llegando a valer catorce cuartos en tiempo de carestía (los días previos al motín de Esquilache de 1766).
En la contabilidad y en todo tipo de escritos, como abreviatura de "cuarto" se usaba la letra "q" (de "quartos", forma común de escribir la palabra hasta la normalización académica, e incluso después).

## Utilización del término
"Tener cuartos" pasó a ser una frase hecha para expresar la condición de rico; y la palabra "cuartos" (en plural) pasó a utilizarse como sinónimo de dinero (en República Dominicana "cuartos" todavía conserva este significado). "Dar cuartos al pregonero" pasó a significar hacer pública una noticia.
Las posibilidades del nombre de esta moneda (la equivocidad con otros sentidos de la palabra "cuarto") le hicieron muy usado para hacer retruécanos y otros recursos literarios:

Es tanta su majestad, 
Aunque son sus duelos hartos, 
Que aun con estar hecho cuartos 
No pierde su calidad. 
Pero pues da autoridad 
Al gañán y al jornalero, 
Poderoso caballero 
Es don Dinero.
Francisco de Quevedo.